# NGC 4050
NGC 4050 est une galaxie spirale intermédiaire située dans la constellation du Corbeau. NGC 4050 a été découverte par l'astronome germano-britannique William Herschel en 1785.

## Caractéristiques
La classe de luminosité de NGC 4050 est I-II et elle présente une large raie HI.

### Distance
Sa vitesse par rapport au fond diffus cosmologique est de 2 118 ± 26 km/s, ce qui correspond à une distance de Hubble de 31,2 ± 2,2 Mpc (∼102 millions d'al).
À ce jour, 17 mesures non basées sur le décalage vers le rouge (redshift) donnent une distance de 31,565 ± 8,344 Mpc (∼103 millions d'al), ce qui est à l'intérieur des valeurs de la distance de Hubble.

### Classification
Selon plusieurs sources consultées, NGC 4050 est une spirale barrée. Mais, sur l'image réalisée par le programme Carnegie-Irvine Galaxy Survey, on voit à peine la présence d'une barre. La classification de spirale intermédiaire par le professeur Seligman est basée sur cette image et elle semble mieux convenir à cette galaxie.

### Brillance de surface
En raison d'une brillance de surface égale à 14,15 mag/am2, on peut qualifier NGC 4050 de galaxie à faible brillance de surface (LSB en anglais pour low surface brightness). Les galaxies LSB sont des galaxies diffuses (D) avec une brillance de surface inférieure de moins d'une magnitude à celle du ciel nocturne ambiant.

## Groupe de NGC 4038
Selon A.M. Garcia, la galaxie NGC 4050 fait partie d'un groupe de galaxies qui compte au moins 27 membres, le groupe de NGC 4038. Les autres membres du New General Catalogue du groupe sont NGC 3955, NGC 3956, NGC 3957, NGC 3981, NGC 4024, NGC 4027, NGC 4033, NGC 4035,  ainsi que les galaxies des Antennes (NGC 4038 et NGC 4039).
Le groupe de NGC 4038 fait partie du superamas de la Vierge aussi appelé le Superamas local,.